# Internationales Institut für Berufsbildung

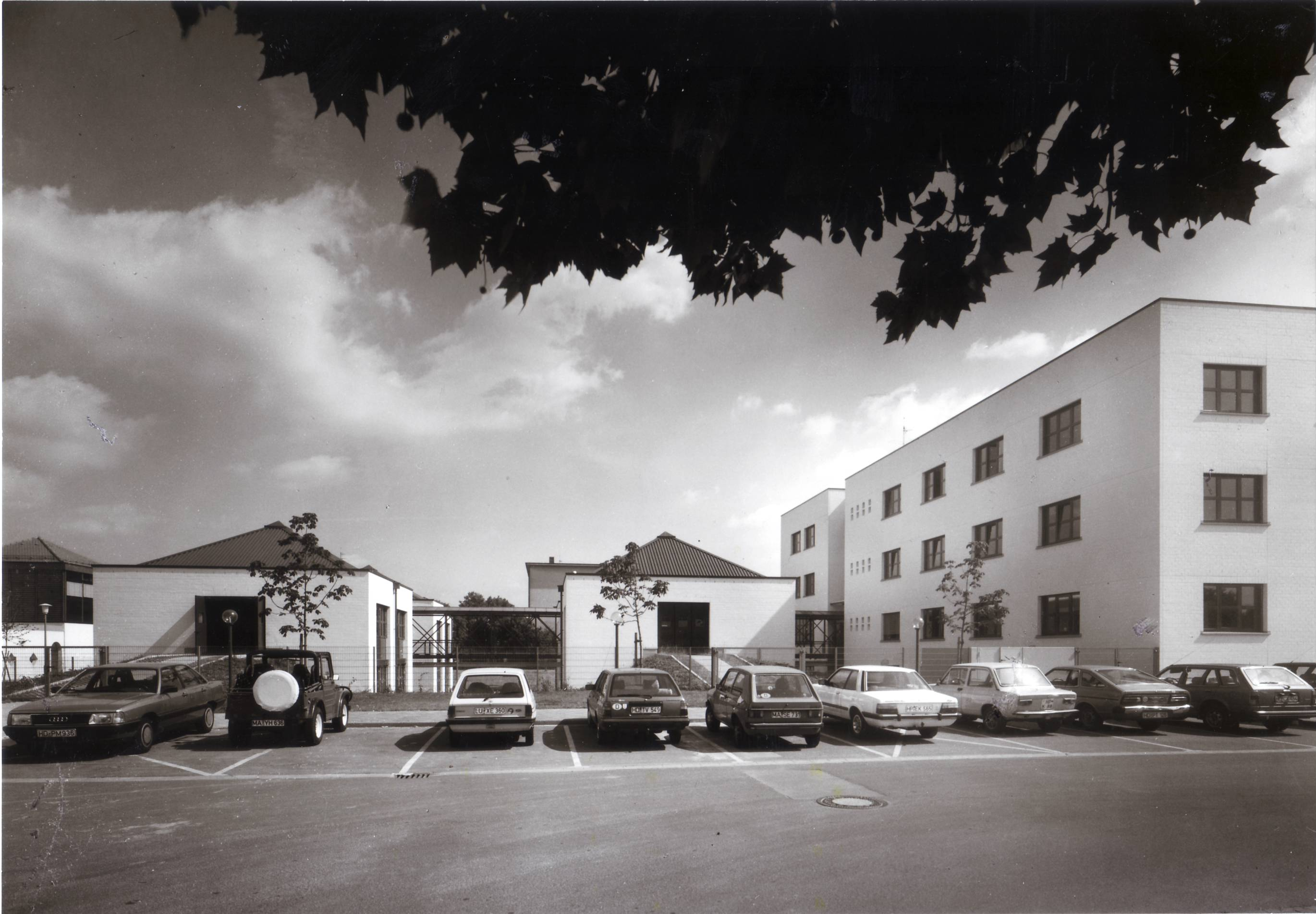

Das Internationale Institut für Berufsbildung am Neuen Messplatz in Mannheim wurde von den Architekten Carlfried Mutschler und Partner Joachim Langner, Christine Mäurer und Ludwig Schwöbel geplant und 1984 fertiggestellt. Bauherr war die Gemeinnützige Wohnungs- und Siedlungsbau GmbH, Karlsruhe.
Es diente zur Ausbildung von Kfz-Mechanikern aus der 3. Welt. In einem dreigeschossigen Schulgebäude waren die Klassenzimmer und die Verwaltungsräume untergebracht. Die vier zweigeschossigen Werkstattpavillons nahmen das Pyramidendachmotiv aus der unmittelbar benachbarten – von denselben Architekten geplanten – Wilhelm-Busch-Schule auf. Ein glasüberdachter Steg verband die Pavillons und das Schulungsgebäude miteinander.
Die Zweigeschossigkeit der Werkstätten war durch einen halbgeschossigen Versatz gegenüber der Straße möglich. Sie bewirkte eine außergewöhnliche Luftigkeit des Ensembles.
Als die Ausbildungsstätte vom Landtag nicht weiterfinanziert wurde, gab es keine geeignete Nachfolgenutzung. Daher wurde das Anwesen verkauft. Da das Gebäude noch nicht unter Denkmalschutz stand, durfte es der neue Eigentümer 2017 abbrechen, obwohl noch keine Nachnutzung für das Grundstück in Aussicht stand.

## Auszeichnungen
- 1985 Preis des Deutschen Klempnerhandwerks[1]
- 1987 Auszeichnung guter Bauten des BDA BAWÜ[5]
- 1988 Hugo Häring Preis des BDA BAWÜ[5]